# Liste der Deutschen Meister im Radball
Die Liste der Deutschen Meister im Radball listet alle Sportler auf, die seit 1914 einen Deutschen Meistertitel im 2er-Saal-Radball gewannen.

## Sieger
| Verein | Gold | Spieler |

| Verein | Silber | Spieler |

| Verein | Bronze | Spieler |